# Classe Chitose (porte-avions)
Pour les autres classes de navires du même nom, voir Classe Chitose.
La classe Chitose (千歳型航空母艦, Chitose-gata kōkūbokan) est une classe de transports d'hydravions convertis en porte-avions construits pour la marine impériale japonaise durant la Seconde Guerre mondiale. Deux navires sont construits, le Chitose et le Chiyoda, qui sont tous les deux coulés durant la bataille du golfe de Leyte.

## Conception

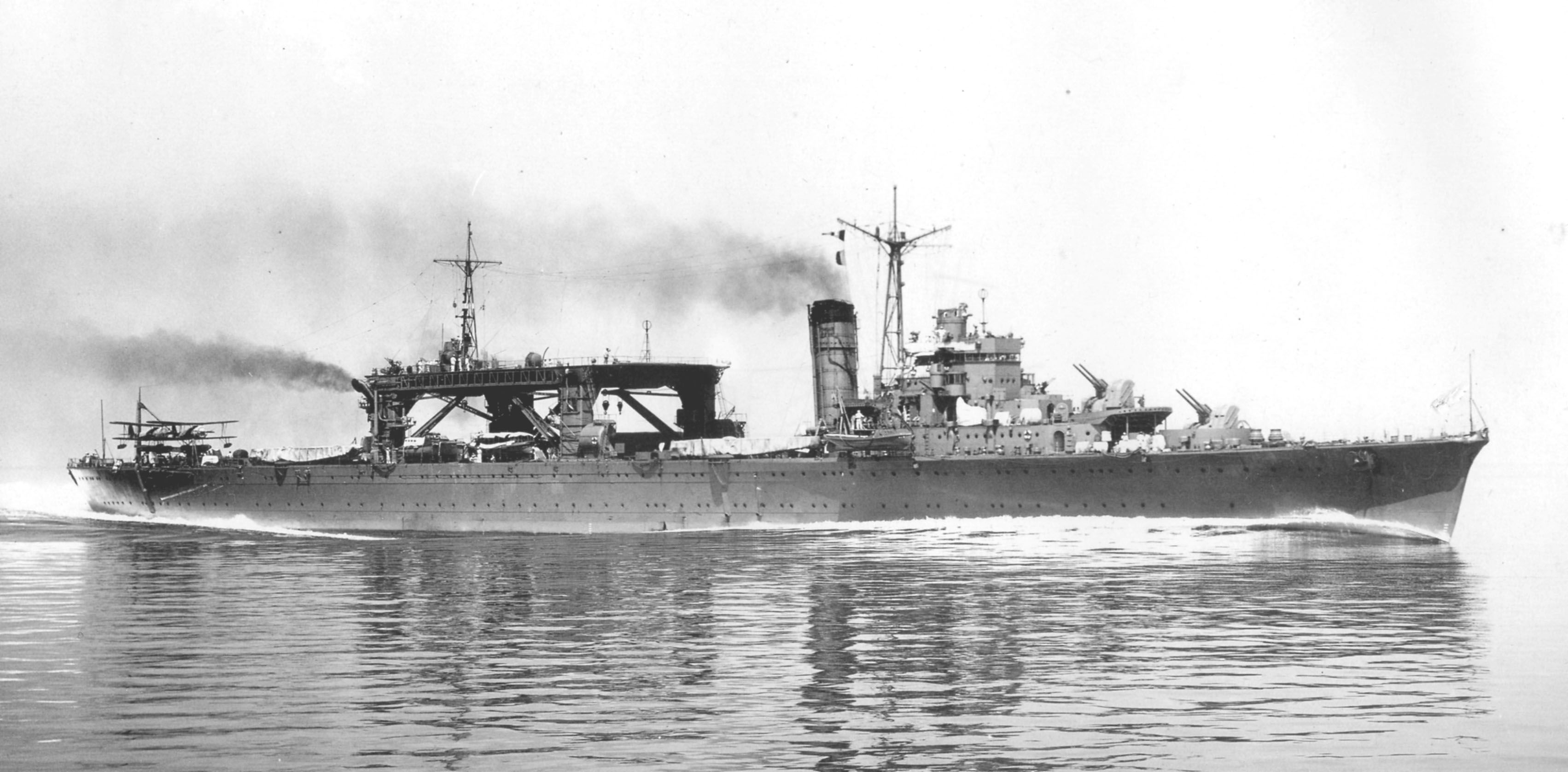
Le Chitose en 1938. On voit clairement les fumées des diesels s'échappant du pilier arrière droit

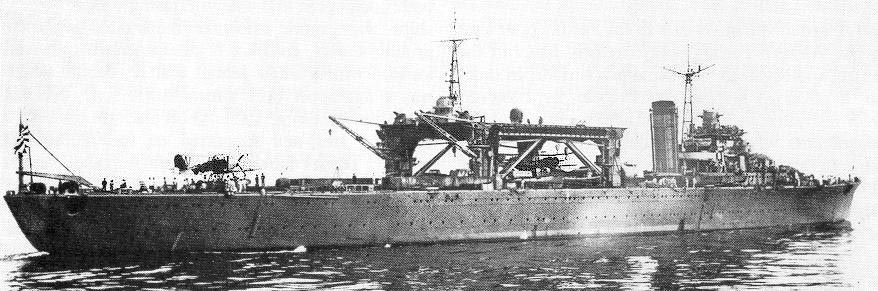
La poupe du Chitose en 1938

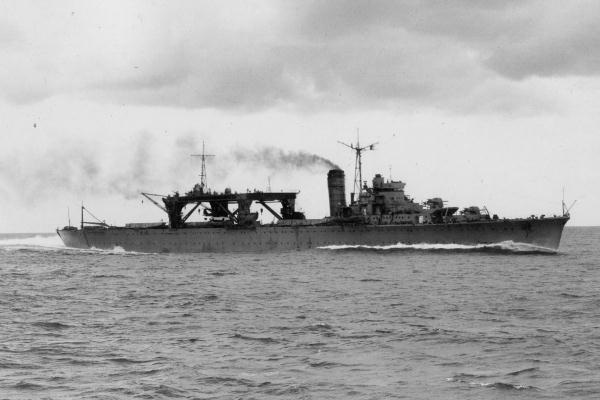
Le Chiyoda en 1938, avant sa conversion en porte-avions

En 1934, le Chitose et le Chiyoda sont construits en tant que transports d'hydravions à l'arsenal naval de Kure, respectant ainsi le traité naval de Washington. Cependant, leur conception est telle qu'ils peuvent être rapidement transformés en porte-avions, ce qui est fait entre 1942 et 1944.
Ils déplaçaient 12 550 tonnes à pleine charge, et pouvaient transporter 24 hydravions, dans deux hangars distincts. Les appareils étaient soulevés sur le pont par une grue. Quatre catapultes orientables, deux sur chaque bord le long de la coque au centre du pont, les lançaient. Pour les déplacer, un réseau de rails métalliques était installé sur le pont.
En janvier pour le Chitose et en juillet 1941 pour le Chiyoda, les navires furent modifiés pour pouvoir transporter des sous-marins de petite taille, destinés à des opérations de sabotages ou des attaques discrètes. Le hangar à sous-marins fut installé tout à fait à l'arrière, derrière le hangar à hydravions restant. Le nombre d'hydravions transportés fut alors limité à 12. L'agencement des grues et des catapultes demeura inchangé.

### Appareil moteur
L'appareil moteur avait la particularité d'être mixte. Il y avait deux groupes de turbines pour les hélices extérieures et deux autres pour les hélices intérieures. La machine à vapeur était installée en avant des diesels, et les chaudières évacuaient leurs gaz brulés par la cheminée principale, qui sortait de la coque au centre du navire. Au contraire, les deux diesels évacuaient leurs gaz par les deux piliers arrière qui servaient aussi de cheminée. Leur puissance respective était de 44 000 CV pour les turbines et 12 800 CV pour les diesels. La vitesse atteinte était de 28,9 nœuds.

### Transformation
Après la bataille de Midway en juin 1942 et la perte de plusieurs porte-avions, il devenait impératif de trouver d'urgence d'autres porte-avions, en transformant des unités déjà construites afin de gagner du temps. Les Chiyoda firent partie de ces unités. Les travaux de transformation commencèrent en décembre 1942 pour le Chiyoda et en janvier 1943 pour le Chitose.
L'appareil moteur d'origine fut conservé. Seul le mode d'évacuation des fumées, en l'occurrence les cheminées, fut modifié. Les chaudières avait une cheminée principale au centre du navire. Les diesels avaient une deuxième cheminée, plus petite que la première, positionnée plus en arrière, pratiquement au niveau de l'ascenseur arrière. Toutes les deux se situaient du côté droit du navire, et étaient inclinées vers la mer.
Tous deux reçurent un pont d'envol de 180 mètres sur 23 mètres, sans ilot et avec les cheminées sortant sur le côté droit. Les ascenseurs étaient au nombre de deux, assez rapprochés du centre, comme sur la classe Shoho. La structure du pont d'envol, plaquée sur une coque déjà construite, était soutenue par des montants à l'avant et à l'arrière, se prolongeant nettement des deux côtés au-delà des limites de la superstructure centrale. La passerelle de navigation est placée à la proue du navire et sous le pont d'envol, comme sur le Ryūjō ou la classe Zuihō. Aucune catapulte n'est installée.

## Armements

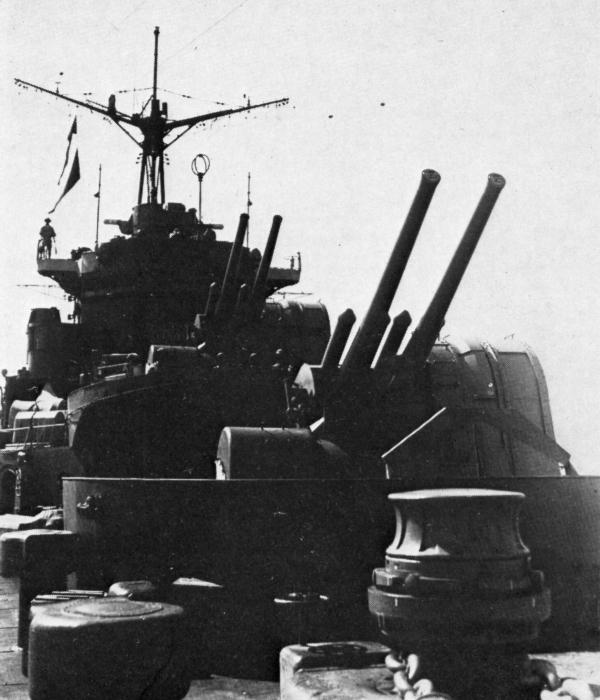
L'armement du Chitose avant sa conversion: 2 affuts doubles de 127 mm/40 Type 89

À la conception, l'armement principal est constitué par 4 canons en deux affuts doubles de 127 mm/40 Type 89, pouvant tirer sur des objectifs maritimes et aériens. Ils sont tous deux positionnés dans l'axe et sur l'avant du navire.
À la suite de sa conversion en porte-avions, l'armement principal est constitué par huit canons en quatre affûts doubles de 127 mm/40 Type 89, pouvant tirer sur des objectifs maritimes et aériens. Ils sont positionnés de part et d'autre du pont d'envol, deux sur chacun des deux bords, au niveau des deux ascenseurs. 30 canons antiaériens de 25 mm Type 96 en dix affûts triples furent installés, quatre sur chaque bord, dont un au niveau de la passerelle, les trois autres au centre, et enfin deux à la poupe. En juillet 1944, 18 canons de 25 mm simples furent ajoutés, soit un total de 48.
Le nombre d'avions transportés était de 30, exclusivement des chasseurs A6M et des bombardiers torpilleurs B5M et B6M. Leur pont trop court ne leur permit jamais d'être dotés de bombardiers en piqué.

## Navires de la classe
| Nom              | Quille           | Lancement        | Armement        | Transformation       | Chantiers navals                                                              | Destin                                                        | Photo |
| ---------------- | ---------------- | ---------------- | --------------- | -------------------- | ----------------------------------------------------------------------------- | ------------------------------------------------------------- | ----- |
| Chitose (千歳)   | 26 novembre 1934 | 29 novembre 1936 | 25 juillet 1938 | 1942 à janvier 1944  | Construction: Arsenal naval de Kure Transformation: Arsenal naval de Sasebo   | Coulé le 25 octobre 1944 durant la bataille du golfe de Leyte |       |
| Chiyoda (千代田) | 24 novembre 1934 | 29 novembre 1936 | 25 juillet 1938 | mars à décembre 1943 | Construction: Arsenal naval de Kure Transformation: Arsenal naval de Yokosuka | Coulé le 25 octobre 1944 durant la bataille du golfe de Leyte |       |